# دایانا راس جکسون فایو را تقدیم می‌کند
| بررسی انتقادی | بررسی انتقادی |
| منبع          | رتبه‌بندی      |
| ------------- | ------------- |
| آل‌میوزیک      | [ ۱ ]         |
| رولینگ استون  | [ ۲ ]         |

دایانا راس جکسون فایو را تقدیم می‌کند (انگلیسی: Diana Ross Presents The Jackson ۵) اولین آلبوم استودیویی از گروه مستقر در ایندیانا به نام جکسون فایو است که در ۱۲ دسامبر ۱۹۶۹ توسط نشر موتاون منتشر شد. خواننده اصلی جکسون فایو، مایکل جکسون پیش از نوجوانی و چهار برادر بزرگترش جکی، تیتو، جرمین و مارلون، در عرض چند ماه پس از انتشار این آلبوم به موفقیت‌های پاپ تبدیل شدند. دایانا راس تنها تک‌آهنگ جکسون فایو را به نام «می‌خواهم برگردی» ارائه می‌کند که در عرض چند هفته پس از انتشار آلبوم به موفقیت شماره یک در بیلبورد هات ۱۰۰ تبدیل شد. این آلبوم به رتبه ۵ در نمودار آلبوم‌های پاپ آمریکا رسید و نه هفته در رتبه اول جدول آلبوم‌های آر اند بی آمریکا قرار گرفت.